# Mals
Mals (italsky Malles Venosta) je město a obec v provincii Trentino-Alto Adige v Itálii, v provincii Bolzano,  Jižní Tyroly. 

## Frazioni
Součástí obce Mals je deset frazioni (vesnic, malých osad, usedlostí): Alsack (Alsago), Burgeis (Burgusio), Schleis (Clusio) Laatsch (Laudes), Matsch (Mazia) Plawenn (Piavenna) Planeil (Planol), Schlinig ( Slingia ), Tartsch ( Tarces ) a Ulten ( Ultimo ). 

## Demografie
Počet obyvatel města v průběhu let je následující: v roce 1971 to bylo 4 694 obyvatel, v roce 1981 to bylo 4 569, v roce 1991 to bylo 4608, v roce 2001 to bylo 4835 a v roce 2011 5088.
Podle statistického sčítání v roce 2001 byl německý jazyk mateřským jazykem pro 96,83%, italština pro 3,08% a ladinština pro 0,09% obyvatelstva. Na druhé straně, sčítání lidu z roku 2011 ukázalo, že obyvatelstvo mluvící německy tvořilo 96,92% z počtu obyvatel, italsky mluvících 3,00% a ladinsky mluvících 0,08% 

## Sport
V Mals byly uspořádány v roce 2008 soutěže pro Mistrovství světa juniorů v severském lyžování . 